# سينغوكو باسارا: ملوك الساموراي
سينغوكو باسارا: ملوك الساموراي (باليابانية: 戦国BASARA) ، هو مسلسل انمي ياباني، بدأ العرض الأصلي بتاريخ 2 أبريل 2009 وأنتهى بتاريخ 18 يونيو 2009 ، وهو من إنتاج ستوديو آي جي برودكشن.

## وصلات خارجية
- Sengoku Basara: Samurai Kings official website
- Sengoku Basara: Samurai Kings II official website
- Sengoku Basara: Samurai Kings at ماينيتشي برادكاستنغ سيستم
- Sengoku Basara: The Last Party official website
- سينغوكو باسارا: ملوك الساموراي على موقع IMDb (الإنجليزية)
- سينغوكو باسارا: ملوك الساموراي على موقع كينوبويسك (الروسية)
- سينغوكو باسارا: ملوك الساموراي على موقع قاعدة بيانات الفيلم (الإنجليزية)
- سينغوكو باسارا: ملوك الساموراي على موقع ANN anime (الإنجليزية)